# 日本学生同盟
日本学生同盟（にっぽんがくせいどうめい、略称：日学同）は、民族派学生組織の一つ。全国学生自治体連絡協議会（略称は全国学協）と並んで民族派学生運動の双璧を成した。

## 沿革
左翼セクトに支配された早稲田大学の「正常化」を目指して1966年（昭和41年）につくられた「早稲田学生連盟」を基に、同年11月に結成された。中心となったのは、矢野潤、斎藤英俊（初代委員長）らで、主要な運動スローガンは「学園正常化｣と｢ヤルタ・ポツダム体制打倒｣であった。三島由紀夫、林房雄、村松剛、黛敏郎らの文化人の支持も得て、従来の親米反共路線の既成右翼とは一線を画した日本の自主独立を目指す新民族主義を唱えた。その後の民族派運動やいわゆる新右翼に大きな影響を与えた。
結成当初は早稲田大学雄弁会（海部俊樹、小渕恵三、森喜朗、玉澤徳一郎ら）との関係が強かったこともあって、自民党へ合流した自称「日学同自由派」などの分派も生まれたがやがて分派は自然消滅した。昭和50年代以降日学同は、重遠社や「三島由紀夫研究会」などの青年・社会人運動に発展して現在に至っている。学生組織は2007年（平成19年）に解散している。
機関紙は「日本学生新聞」。同盟歌は川内康範の作詞（矢野潤が交渉）。同盟旗は三種の神器（剣、勾玉、鏡）を組み合わせたデザインである。
三島由紀夫が楯の会を結成した際には、日学同同盟員の持丸博が積極的にこれに関与し、楯の会初代学生長に任命された（二代目が森田必勝）。また、草創期の楯の会会員の多くは日学同出身であった。OBには地方議員や作家、マスコミ関係者等も多く、現在も各方面で活動している。

## 社会人戦線
三島由紀夫研究会
昭和46年に矢野潤らによって設立され（当初の会長は林房雄）、現在は運動の中核として機関誌『三島由紀夫の総合研究』の発行や毎月の公開講座開催などの活動を行っている。また毎年11月25日に三島由紀夫、森田必勝を追悼する「憂国忌」を開催している。三島事件40周年の平成22年には『「憂国忌」の四十年』（並木書房）を刊行した。
重遠社
昭和52年に元日本学生同盟委員長であった三浦重周らによって結成された。その名称は、終戦の詔書の一節「任重クシテ道遠シ」に由来がある。
ほかにも、国防問題研究会（昭和56年結成）、新民族主義青年同盟（昭和61年結成）、憲法問題研究会（平成12年三島研より独立）などの社会人組織がある。

## 主な活動家
- 斎藤英俊 早稲田大学在学中に矢野潤らと日本学生同盟を創設。初代委員長をつとめた。現在は文筆業のかたわらOBとして運動をバックアップしている。
- 森田必勝 早稲田大学教育学部入学後、日学同と早大国防部に参加。全日本学生国防会議の初代議長をつとめた。三島由紀夫と共に自衛隊で訓練を受けた楯の会の学生長。1970年（昭和45年）11月の三島事件の際、三島と共に自刃。日学同は、楯の会入会後の森田を除名（森田が楯の会専従になるため日学同を脱退したことによる）したが、その自決後は「憂国忌」を開催し、三島と森田を追悼している。
- 山本之聞 早稲田大学政治経済学部入学後、日学同と早大国防部に参加。日学同第二代委員長。森田必勝とともに三島由紀夫と共に自衛隊で訓練を受けた楯の会の第一期生。大学卒業後はフジテレビの政治部長をつとめるなどマスコミで活動している。
- 三浦重周 本名は三浦重雄。早稲田大学政治経済学部入学直後に日学同と早大国防部に参加。在学中に日学同委員長を務め、大学中退後、重遠社代表、三島由紀夫研究会事務局長を務めた。2005年（平成17年）12月に郷里新潟で割腹自決。日学同ではその命日である12月10日を「早雪忌」として毎年追悼会を行っている。三浦が遺した多くの政治・思想論文が二冊の遺稿集にまとめられている。
- 宮崎正弘 元『日本学生新聞』編集長。作家。中国問題研究家。早稲田大学教育学部在学中から理論家として活動し（のち大学を中退）、評論家・ジャーナリストとして多数の著書があり活動している。
- 山平重樹 法政大学文学部卒業。在学中、全日本学生国防会議の突撃隊員として活動。フリージャーナリスト。著書の多くはヤクザを題材にしたものだが、戦後右翼の長老格であった中村武彦に取材した『或る日本主義者の半生』（廣済堂）等のいわゆる｢右翼モノ｣も数点執筆している。
- 古賀俊昭 近畿大学法学部在学中、日学同に参加。関西総支部長を務めた。代議士秘書、日野市議会議員４期を経て、1993（平成5）年に東京都議会議員に初当選。通算７回の当選を果たした。のちに自民党入りし、教育正常化や石原都政を支える役割を果たした。民族派の論客としても活動し、正しい近現代史観と国語教育の普及を信条としていた。都議在職中の2020年（令和2年）3月、腹膜炎にて没した。
- 玉川博己 慶應義塾大学経済学部在学中、日学同に参加。書記長を経て第三代委員長をつとめ、三島由紀夫研究会の創設にもかかわった。現在は三島由紀夫研究会の代表幹事をつとめ、『維新と興亜』などに寄稿している。
- 高柳光明 武蔵大学入学後に日学同に参加。森田必勝の後を受けて全日本学生国防会議の第二代議長をつとめた。大学卒業後、マスコミにて活動した。
- 片瀬裕 国士舘大学入学後、日学同に参加。第５代委員長を務めた。ジャーナリストとして活動する一方、北一輝や大川周明など、日本国家主義運動史の研究で知られる。
- 中西哲 中央大学法学部入学後、日学同に参加。第５代全日本学生国防会議議長を２年間務める。その後、出身地の高知県宿毛市議会議員１期、高知県議会議員４期を経て、平成２８年から参議院議員を１期６年間務めた。外務大臣政務官、「責任ある積極財政を推進する議員連盟」共同代表（現在、顧問）を歴任した。
- 吉井和親 近畿大学入学後、日学同に参加。近大国防部の活動と並んで、日学同関西総支部長を務める。大学卒業後、和歌山県庁に入庁。1991（平成３）年4月に和歌山県会議員に当選し、以後連続８期務めた。この間、県会議長、自民党和歌山県連幹事長などを歴任した。現在も憲法改正運動等に積極的に取り組んでいる。